# Elektrogrill

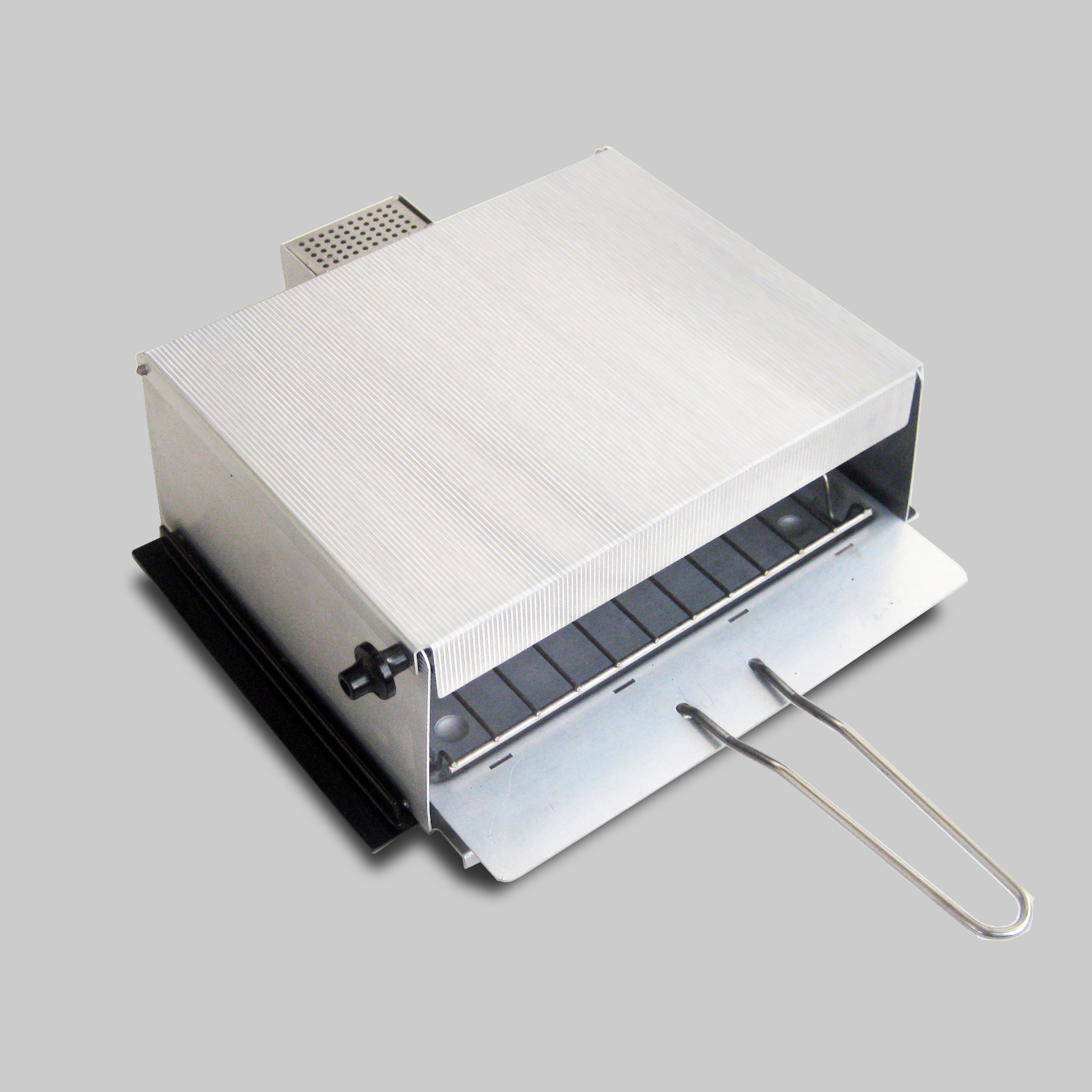
Ein „acosta party-grill“ aus den 1970er Jahren

Als Elektrogrill wird ein thermisches Gerät bezeichnet, das zum Braten von Speisen mittels Wärmestrahlung (Grillen) benutzt wird und über einen Rost verfügt. Im Gegensatz zu Gasgrills kommt häufiger Oberhitze zum Einsatz, die mittels eines elektrischen Heizstabs erzeugt wird. Einige Elektroherde verfügen mittlerweile über einen zusätzlichen Heizstab, der als Grillfunktion bezeichnet wird.

## Geschichte
Mit Aufkommen der Elektrizität und der Elektrogeräte wurden auch erste Grills vorgestellt. Diese nutzen jedoch noch nicht den bis heute üblichen Heizstab, sondern meistens Glühdrähte. Erst ab den 1960er Jahren mit leistungsfähigen Geräten wurde der Elektrogrill beliebt. Der Durchbruch kam mit dem in Deutschland gefertigten „acosta party-grill“, der bei kleiner Fläche einen Heizstab von 1,5 kW aufwies. Aufgrund seiner geschlossenen Bauweise würde man ihn heute jedoch den Salamandern zuordnen. Modelle mit Spieß wurden auch zur Zubereitung von Hähnchen genutzt. Heutige Geräte auch europäischer Marken werden meist in China gefertigt.